# Вільястар
Вільястар (ісп. Villastar) — муніципалітет в Іспанії, у складі автономної спільноти Арагон, у провінції Теруель. Населення — 450 осіб (2010).
Муніципалітет розташований на відстані близько 220 км на схід від Мадрида, 8 км на південний захід від міста Теруель.

## Демографія
Динаміка населення (INE ):